# Свет в конце тоннеля (фильм)
«Свет в конце тоннеля» — советский остросюжетный художественный фильм, снятый в 1974 году на Рижской киностудии.

Первый из двух фильмов кинодилогии, объединённой одними персонажами (милиционеры: Янис Крастыньш, Лаукс, Язеп Карлович; преступники: Эвальд Апсе, Павел Насонов). Продолжение — «Ключи от рая» (1975).

## Сюжет
В глухой тайге на уполномоченного управления прииска совершено нападение. Одному из двух преступников удалось скрыться вместе с 20 кг золота. Его сообщник был пойман, но по дороге к месту предварительного заключения ему удалось сбежать.

Сотрудники уголовного розыска разрабатывают рискованный план, выполнение которого поручено Янису Крастыньшу (Улдис Пуцитис). В результате с блеском проведённой операции преступники были пойманы и обезврежены.

## В ролях
- Анатолий Азо — Григорий Мацура
- Александр Белявский — «Ржавый»
- Улдис Думпис — Лаукс
- Харий Лиепиньш — Эвальд Апсе
- Карлис Тренцис — Язепс
- Улдис Пуцитис — Янис Крастыньш
- Владимир Осенев — Павел Симонович Насонов
- Майрита Круминя — Карина
- Семен Соколовский — генерал
- Геннадий Нилов — полковник Синицын
- Павел Кашлаков — майор
- Евгения Ветлова — Аусма

## Съёмочная группа
- Режиссёр: Алоиз Бренч
- Авторы сценария: Владимир Кузнецов, Сергей Александров
- Оператор: Генрих Пилипсон
- Композитор: Иварс Вигнерс
- Художник: Гунарс Балодис
- Редактор: Освальд Кубланов